# Ballon d'or féminin 2019
Navigation
Édition précédente Édition suivante
Le Ballon d'or féminin 2019 est la 2e édition du Ballon d'or féminin. Organisé par le magazine France Football, il récompense la meilleure footballeuse de l'année 2019. Au cours de la même cérémonie, il est également décerné le Ballon d'or masculin pour le meilleur footballeur, le Trophée Kopa pour le meilleur joueur de moins de 21 ans de l'année et pour la première fois, le Trophée Yachine pour le meilleur gardien de but.

## Ballon d'or féminin
| Rang | Joueuse             | Club                 | Sélection nationale | Poste                        | Points | %       |
| ---- | ------------------- | -------------------- | ------------------- | ---------------------------- | ------ | ------- |
| 1    | Megan Rapinoe       | Reign FC             | États-Unis          | Milieu de terrain Attaquante | 230    | 33,43 % |
| 2    | Lucy Bronze         | Olympique lyonnais   | Angleterre          | Défenseure                   | 94     | 13,66 % |
| 3    | Alex Morgan         | Orlando Pride        | États-Unis          | Attaquante                   | 68     | 9,88 %  |
| 4    | Ada Hegerberg       | Olympique lyonnais   | Norvège             | Attaquante                   | 67     | 9,74 %  |
| 5    | Vivianne Miedema    | Arsenal Women FC     | Pays-Bas            | Attaquante                   | 38     | 5,52 %  |
| 6    | Wendie Renard       | Olympique lyonnais   | France              | Défenseure                   | 32     | 4,65 %  |
| 7    | Sam Kerr            | Red Stars de Chicago | Australie           | Attaquante                   | 27     | 3,92 %  |
| 8    | Rose Lavelle        | Washington Spirit    | États-Unis          | Milieu de terrain            | 19     | 2,76 %  |
| 9    | Ellen White         | Manchester City      | Angleterre          | Attaquante                   | 18     | 2,62 %  |
| 10   | Dzsenifer Marozsán  | Olympique lyonnais   | Allemagne           | Milieu de terrain            | 16     | 2,33 %  |
| 11   | Amandine Henry      | Olympique lyonnais   | France              | Milieu de terrain            | 13     | 1,89 %  |
| 11   | Sari van Veenendaal | Atlético de Madrid   | Pays-Bas            | Gardienne de but             | 13     | 1,89 %  |
| 13   | Tobin Heath         | Portland Thorns      | États-Unis          | Milieu de terrain            | 11     | 1,60 %  |
| 14   | Pernille Harder     | VfL Wolfsburg        | Danemark            | Attaquante                   | 10     | 1,45 %  |
| 14   | Lieke Martens       | FC Barcelone         | Pays-Bas            | Attaquante                   | 10     | 1,45 %  |
| 16   | Kosovare Asllani    | CD Tacón             | Suède               | Milieu de terrain            | 6      | 0,87 %  |
| 16   | Nilla Fischer       | Linköpings FC        | Suède               | Défenseure Milieu de terrain | 6      | 0,87 %  |
| 16   | Marta               | Orlando Pride        | Brésil              | Attaquante                   | 6      | 0,87 %  |
| 19   | Sofia Jakobsson     | CD Tacón             | Suède               | Milieu de terrain            | 4      | 0,58 %  |
| 20   | Sarah Bouhaddi      | Olympique lyonnais   | France              | Gardienne de but             | 0      | 0 %     |